# كورتني كوكس (موسيقية)
كورتني كوكس (بالإنجليزية: Courtney Cox)‏ هي موسيقية أمريكية، ولدت في 18 مايو 1989.

## وصلات خارجية
- الموقع الرسمي
- كورتني كوكس على موقع ميوزك برينز (الإنجليزية)